# Mary McEvoy
Mary McEvoy (nacida en 1954) es una actriz irlandesa. Es reconocida por los televidentes por haber interpretado el papel de Biddy Byrne en Glenroe de 1983 a 2000. Después de eso, ha aparecido en numerosas obras de teatro, incluidas Big Maggie, Sive, The Field, The Chastitute, Los monólogos de la vagina, Shirley Valentine, The Matchmaker, The Year of the Hiker, Dancing at Lughnasa, Whippy, The Life and Times of Selma Mae, Moonlight and Music y Jo Bangles. También es conocida por sus anuncios de detergente en polvo en televisión.

## Primeros años
Hijo único, el padre de Mary, Larry, era criador de ovejas y ganado, mientras que su madre, Catherine, era la enfermera del distrito local. La familia era lo suficientemente acomodada como para tener un televisor, y McEvoy recuerda haber quedado fascinado por las protagonistas principales de las películas de los años cuarenta.
Antes de convertirse en actriz, McEvoy trabajó en el Departamento de Agricultura de Dublín como asistente serológica en pruebas de brucelosis. Dejó este puesto para volver a trabajar en la granja de su padre en el condado de Delvin, Westmeath, Irlanda.

## Carrera
Después de regresar a Dublín a principios de la década de 1980, McEvoy consiguió un trabajo como corredorq en el Festival de Teatro de Dublín y estudió actuación en la Escuela de Teatro Oscar. Los trabajos teatrales anteriores de McEvoy incluyen The Philanderer (George Bernard Shaw) y Semi-Private (Mary Halpin) en The Gate. Protagonizó junto a Siobhán McKenna la producción original de Bailegangaire (Tom Murphy) y Wood of the Whispering (M.J. Molloy) con el Teatro Druid, dirigida por Garry Hynes, también Charlie's Aunt en el Gaiety Theatre de Dublín. Mientras estaba en la Escuela de Teatro Oscar, audicionó para Biddy Byrne en Glenroe y le dieron el papel porque tenía licencia para conducir tractores.
Desde 1983 hasta 2000, Byrne se convirtió en una de las actrices de televisión más conocidas de Irlanda en su papel de Biddy McDermott en Glenroe. Mary dejó el programa en 2000 diciendo: "Estaba paleando en el corral de gansos en Glenroe y simplemente dije:" Ya no puedo hacer esto. No es que no me gustara; simplemente sabía que tenía que saltar y si no lo hacía ahora me estaría preguntando: "¿Y si?" por el resto de mi vida."" Después de esto, Mary les dijo a los productores que quería dejar la telenovela y su personaje Biddy murió en un accidente automovilístico en mayo de 2000, dejando a los fanáticos del programa conmocionados. Unas semanas más tarde, su coprotagonista Joe Lynch anunció que él también dejaría el programa. Glenroe fue cancelada un año después, en 2001.
McEvoy ha aparecido en las películas How to Cheat in the Leaving Certificate, Moll Flanders, The Pear Bottle y Extra Ordinary.
Después de dejar Glenroe, McEvoy ha aparecido en las obras Big Maggie, Sive, The Field, The Chastitute, Los monólogos de la vagina, Shirley Valentine, The Matchmaker, The Year of the Hiker, Dancing at Lughnasa, Whippy, The Life and Times of Selma Mae, Moonlight and Music y Jo Bangles.
En 2010, McEvoy se convirtió en panelista invitada habitual en el programa Midday de TV3 y también fue invitada en The Late Late Show en abril de 2011. En abril de 2011, McEvoy publicó su autobiografía How The Light Gets In.

## Vida personal
En 2009, en el documental Would You Believe, McEvoy reveló que sufrió muchos años de depresión, y que es budista. McEvoy ha estado en una relación con el músico Garvan Gallagher durante 23 años.